# تشلي ميسابيكا
تشلي ميسابيكا (بالإيطالية: Ceglie Messapica)‏ هي بلدية في مقاطعة برينديزي في إقليم بوليا الإيطالي.

## السكان
في سنة 1861 بلغ عدد السكان 11٬468 نسمة، وتطور العدد ليصل في سنة 2011 لـ 20٬209 نسمة.
يظهر هذا المخطط البياني تطور النمو السكاني لـ تشلي ميسابيكا